# Choc en retour (film, 1949)
Pour les articles homonymes, voir Choc en retour et Impact (homonymie).
Pour plus de détails, voir Fiche technique et Distribution.

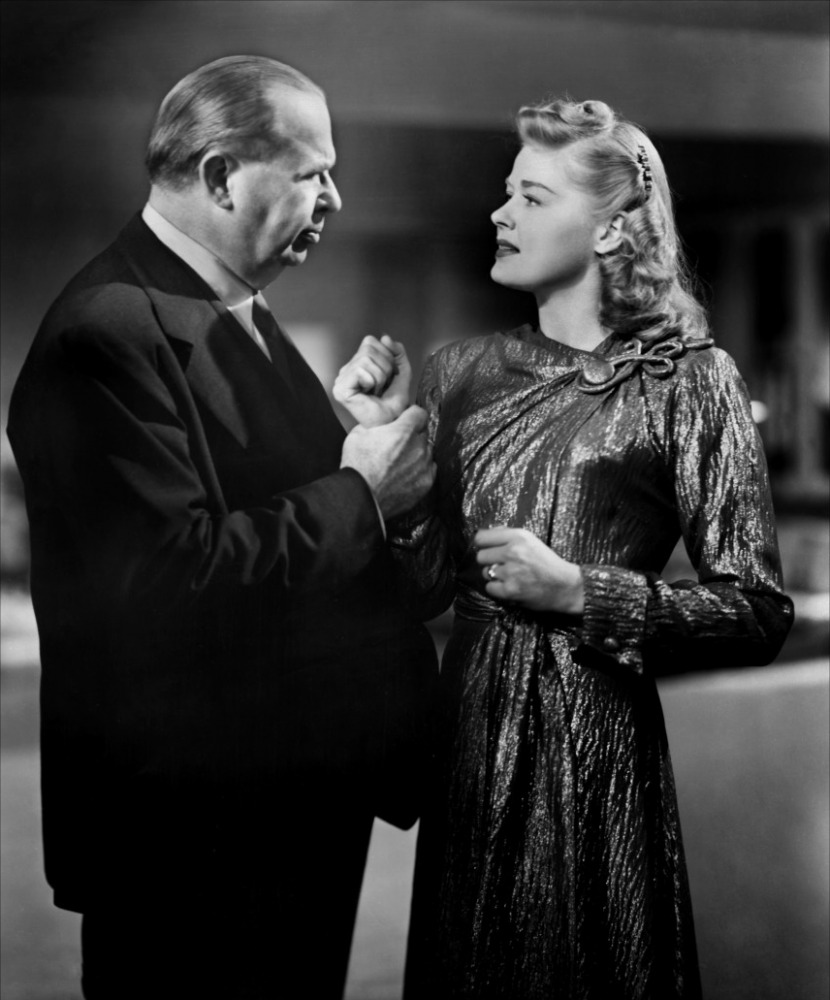
Charles Coburn et Helen Walker

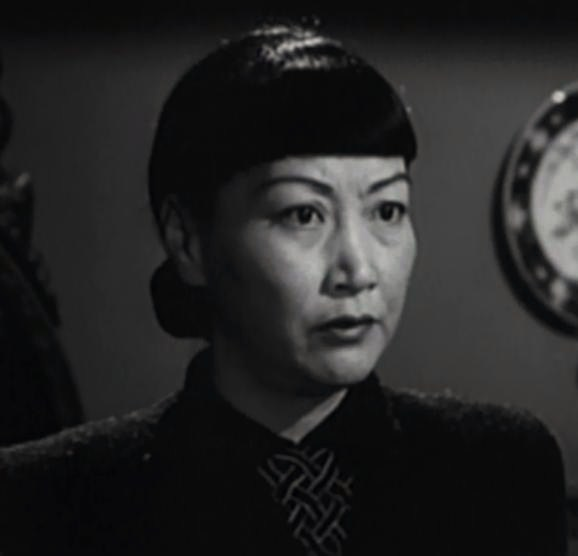
Anna May Wong

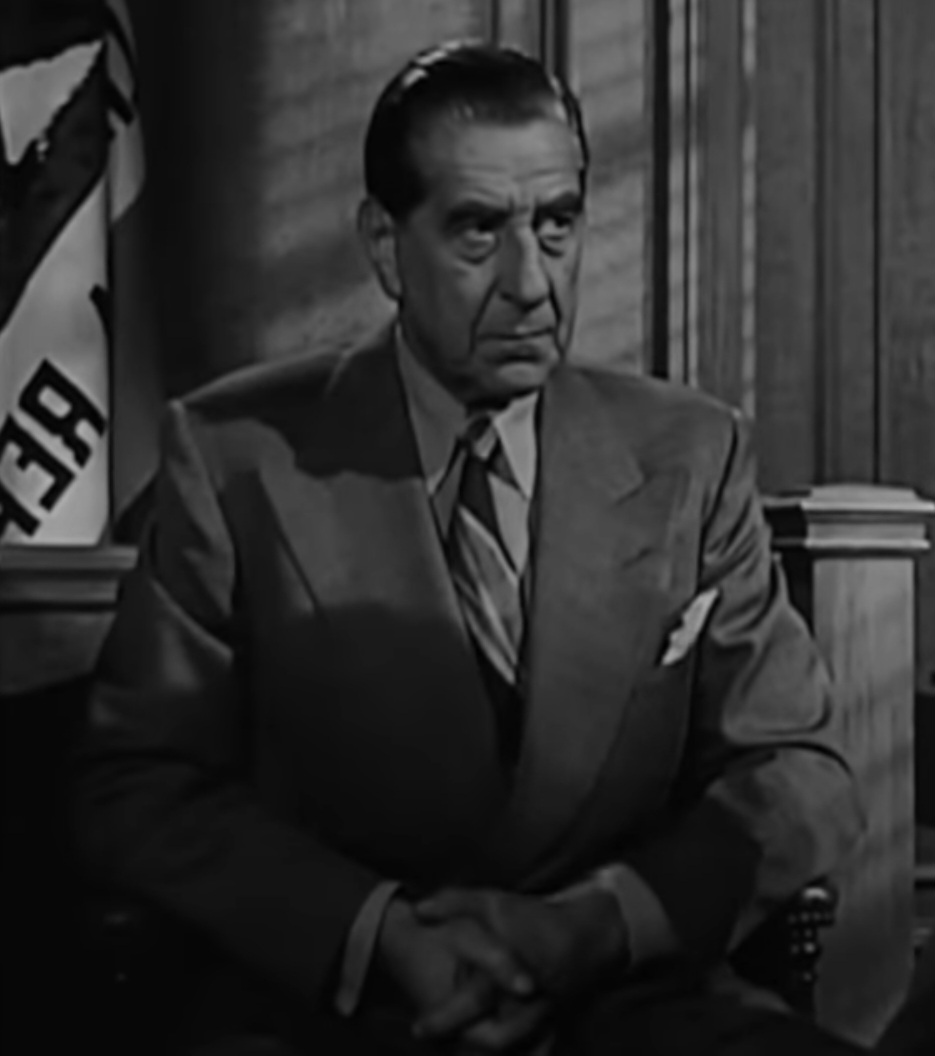
Robert Warwick

Choc en retour (Impact) est un film américain réalisé par Arthur Lubin, sorti en 1949.

## Synopsis
L'industriel Walter Williams, se déplaçant en voiture pour ses affaires, depuis son domicile de San Francisco, charge durant le trajet James « Jim » Torrence, lequel se présente comme un cousin de sa femme Irene. Lors d'un arrêt impromptu de nuit, pour crevaison, Jim assomme Walter et le laisse pour mort en contrebas de la route. En réalité, le « cousin » est l'amant d'Irene, tous deux ayant mis au point ce stratagème pour se débarrasser du mari gênant. Mais reprenant le volant, Jim percute quelques centaines de mètres après un camion-citerne d'essence et meurt dans l'incendie provoqué. 
Quant à Walter, seulement blessé à la tête, il parvient à regagner la route et à monter clandestinement dans un camion qui s'était arrêté sur les lieux de l'accident. Arrivé jusqu'à la petite ville de Larkspur (Idaho), il découvre par le journal local que l'enquête a conclu à son décès (le corps retrouvé n'étant pas identifiable) et que sa femme est arrêtée pour complicité de meurtre, la présence de Jim dans la voiture (c'est donc lui qui est recherché par la police) et ses liens avec Irene ayant été découverts. 
Walter décide alors de se cacher et, sous le nom de Bill Walker, se fait embaucher comme mécanicien dans le garage local, tenu par une jeune veuve, Marsha Peters.

## Fiche technique
- Titre original : Impact[2]
- Titre français : Choc en retour
- Réalisateur : Arthur Lubin
- Scénario : Dorothy Reid et Jay Dratler, d'après une histoire originale de ce dernier
- Musique : Michel Michelet
- Chanson It can't be de Leo C. Popkin (lyrics) et Chuck Gould (musique)
- Directeur de la photographie : Ernest Laszlo
- Directeur artistique : Rudi Feld
- Décors de plateau : Jacques Mapes (crédité Jacque Mapes)
- Costumes : Maria P. Donovan (créditée Maria Donovan)
- Montage : Arthur H. Nadel
- Producteur : Leo C. Popkins
- Sociétés de production : Cardinal Pictures, Harry Popkin Productions
- Société de distribution : United Artists
- Langue : anglais
- Genre : film dramatique, film policier, thriller,  film noir
- Format : noir et blanc
- Durée : 111 minutes
- Date de sortie : États-Unis : 20 mars 1949

## Distribution
(dans l'ordre du générique de fin)
- Brian Donlevy : Walter Williams / Bill Walker
- Ella Raines : Marsha Peters
- Charles Coburn : le lieutenant Quincy
- Helen Walker : Irène Williams
- Anna May Wong : Sun Lin
- Robert Warwick : le capitaine Callahan
- Clarence Kolb : Darcy
- Art Baker : l'avocat de la défense
- William Wright : le procureur
- Mae Marsh : Mme Peters
- Sheilah Graham : elle-même
- Tony Barrett : James « Jim » Torrence / Jack Burns
- Philip Ahn : Ah Sing
- Glen Vernon (crédité Glenn Vernon) : Ed
- Linda Johnson : l'opératrice du téléphone
- Jason Robards Sr. (crédité Jason Robards) : Le juge
- Erskine Sanford : le docteur Bender
- Ruth Robinson : la gérante d'appartements
- Lucius Cooke : Burke
- Tom Greenway : le conducteur du camion
- Ben Welden : le copilote du camion
- Hans Herbert : le gérant de la station
- Joel Friedkin : Oncle Ben
- Joe Kirk : le réceptionniste de l'hôtel
- William Ruhl (crédité Bill Ruhl) : l'expert en empreintes digitales
- Mary Landa : Della
- Harry Cheshire : l'avocat d'Irène
- Stuart Holmes (non crédité) : un membre du conseil d'administration